# Vårtlavsklotter
Vårtlavsklotter (Opegrapha rupestris) är en lavart som beskrevs av Christiaan Hendrik Persoon. Vårtlavsklotter ingår i släktet Opegrapha, och familjen Roccellaceae. Arten är reproducerande i Sverige.